# Muscle soléaire accessoire
Le muscle soléaire accessoire est le muscle accessoire le plus commun au niveau de la cheville. Il est souvent trouvé de façon fortuite et donc présent de façon asymptomatique. Il fut décrit dans la littérature médicale à partir de la fin du XIXe siècle.

## Description
Ce muscle surnuméraire prend son origine au niveau de la face antérieure du muscle soléaire, au niveau de l'aponévrose des muscles profonds de la jambe ou de la face postérieure du tibia. Il descend le long de la jambe et s'insère sur le tendon calcanéen ou sur le calcanéum.
Selon les études, il est présent chez 2 à 8% de la population. Cliniquement, le soléaire accessoire peut être associé à des douleurs et à un œdème pendant les périodes d'exercice prolongé.